# Condado de Marshall (Kentucky)
O Condado de Marshall é um dos 120 condados do estado americano de Kentucky. A sede do condado é Benton, e sua maior cidade é Benton. O condado possui uma área de 881 km² (dos quais 92 km² estão cobertos por água), uma população de 30 125 habitantes, e uma densidade populacional de 38 hab/km² (segundo o censo nacional de 2000). O condado foi fundado em 1842. O condado proíbe a venda de bebidas alcoólicas.